# Cuatro (chaîne de télévision)
 (août 2024).
Si vous disposez d'ouvrages ou d'articles de référence ou si vous connaissez des sites web de qualité traitant du thème abordé ici, merci de compléter l'article en donnant les références utiles à sa vérifiabilité et en les liant à la section « Notes et références ».
Pour les articles homonymes, voir Cuatro.
Cuatro est une chaîne de télévision généraliste espagnole appartenant au groupe Mediaset España et lancée le 7 novembre 2005 en lieu et place de Canal+ España.

## Histoire
Iñaki Gabilondo était responsable de l'inauguration de la chaîne le 7 novembre 2005 à 20h44.
L'été suivant, la chaîne a diffusé des matchs de la Coupe du monde 2006, qui ont donné des succès d'audiences.
Lors des Golden Globes 2007, toutes les séries diffusées sur Cuatro ont été primées (The Closer, Grey's Anatomy, etc.).
Le 22 juin 2008, la chaîne a réalisé son record d'audience avec 15 millions de téléspectateurs devant un match de Coupe d'Europe, battant ainsi le précédent record de l'Eurovision.

Le 24 décembre 2010, la chaîne fait totalement partie du groupe Mediaset España.
Depuis le 26 avril 2012, Cuatro est disponible en HD sur la TDT.

## Identité visuelle (logo)
Le logo et l'habillage de la chaîne sont conçus par l'agence de design audio-visuel Gédéon (qui a créé aussi notamment l'habillage de quelques chaînes télévisuelles françaises).

Logo de Cuatro depuis 7 novembre 2005
Logo de Cuatro alternatif depuis 2012

### Slogan
- 2005-2008 : « Practica Cuatro »
- 2006-2009 : « Las series eligen Cuatro »
- 2009 : « Te queremos... animar, morder, inventar, agitar... »
- 2009 : « Practica Cuatro ¡Te queremos! »
- 2011 : « Tenía que ser Cuatro »

## Programmes

### Séries
- Alerte Cobra
- Castle
- Desperate Housewives
- Ugly Betty
- Grey's Anatomy

### Divertissements
- Humor Amarillo
- Pékin Express
- Supernanny
- Las mañanas de Cuatro
- Factor X
- El Hormiguero
- Cuarto milenio

### Informations
- Noticias Cuatro : Journaux de la chaîne. 2 éditions par jour, à 14h00 et à 20h30. Les 2 journaux sont composés d'un journal du sport.
- La chaine a diffusé quelques matchs de la Coupe du monde de football 2006

Marta Reyero et Marta Fernández figurent parmi les présentatrices.